# Perłowy guzik
Perłowy guzik (hiszp. El botón de nácar) – chilijski film dokumentalny z 2015 roku w reżyserii Patricio Guzmána, który był również autorem scenariusza oraz narratorem filmu.
Światowa premiera filmu mała miejsce 8 lutego 2015 roku podczas 65. Międzynarodowego Festiwalu Filmowego w Berlinie, w ramach którego obraz brał udział w Konkursie Głównym. Na tym festiwalu reżyser filmu Patricio Guzmán otrzymał Srebrnego Niedźwiedzia za najlepszy scenariusz.
Polska premiera filmu nastąpiła 11 maja 2015 roku, podczas 12. Festiwalu Filmowego Docs Against Gravity w Warszawie. Do ogólnopolskiej dystrybucji obraz wszedł wraz z dniem 20 listopada 2015 r.

## Nagrody i nominacje
65. Międzynarodowy Festiwal Filmowy w Berlinie
- nagroda: Srebrny Niedźwiedź za najlepszy scenariusz − Patricio Guzmán
- nagroda: Nagroda Jury Ekumenicznego − Patricio Guzmán
- nominacja: Złoty Niedźwiedź − Patricio Guzmán

41. ceremonia wręczenia Cezarów
- nominacja: najlepszy film dokumentalny − Patricio Guzmán